# Hippotis stellata
Hippotis stellata är en måreväxtart som beskrevs av Charlotte M. Taylor och Rova. Hippotis stellata ingår i släktet Hippotis och familjen måreväxter. Inga underarter finns listade i Catalogue of Life.